# 1559 a tudományban
Az 1559. év a tudományban és a technikában.

## Építészet
- felépül a milánói San Fedele templom
- Andrea Palladio felépíti a trevisoi Villa Emot

## Események
- a spanyolok megalapítják első floridai gyarmatukat, Pensacolát

## Születések
- Thomas Chaloner, angol természettudós

## Halálozások
- március 30. – Adam Ries német matematikus (* 1492)
- szeptember 7. – Robert Estienne párizsi nyomdász, az első nyomdász, aki számozott szakaszokra osztva nyomtatta ki a Bibliát (* 1503)
- Leonard Digges matematikus (* 1520)
- Realdo Colombo, olasz orvos